# Microdynerus curdistanicus
Microdynerus curdistanicus är en stekelart som beskrevs av Gusenleitner 1988. Microdynerus curdistanicus ingår i släktet Microdynerus och familjen Eumenidae. Inga underarter finns listade i Catalogue of Life.